# Laura Kenny
Pour les articles homonymes, voir Laura Trott, Trott et Kenny.
Laura Rebecca Kenny, née Laura Trott le 24 avril 1992 à Harlow dans l'Essex, est une coureuse cycliste britannique. Spécialiste de la piste, elle est quintuple championne olympique (sur la poursuite par équipes et l'omnium en 2012 et 2016, ainsi que la course à l'américaine en 2020) et sept fois championne du monde sur les disciplines d'endurance. En poursuite par équipes, elle est titrée à quatre reprises en 2011, 2012, 2013 et 2014. Elle a également été championne du monde de l'omnium en 2012 et 2016 et du scratch en 2016. Elle compte également à son palmarès quatorze titres de championnes d'Europe chez les élites (un record partagé avec sa compatriote Katie Archibald).
Elle participe également à des épreuves sur route. En 2014, elle devient championne de Grande-Bretagne sur route.

## Biographie

### Enfance
Laura Trott est née un mois avant le terme normal à Harlow dans l'Essex avec une atélectasie. Par la suite, il lui été diagnostiqué qu'elle était asthmatique. Les médecins lui recommandent de pratiquer du sport afin de réguler sa respiration,. Elle grandit à Cheshunt dans le Hertfordshire, où elle se rend à l'école Turnford,. Sa sœur aînée Emma Trott pratique également le cyclisme sur route de 2004 à mai 2014.
Laura Trott commence le vélo lorsque sa mère décide de reprendre le sport pour perdre du poids. Trott et sa sœur rejoignent leur mère et s’entraînent ensemble.

### Carrière

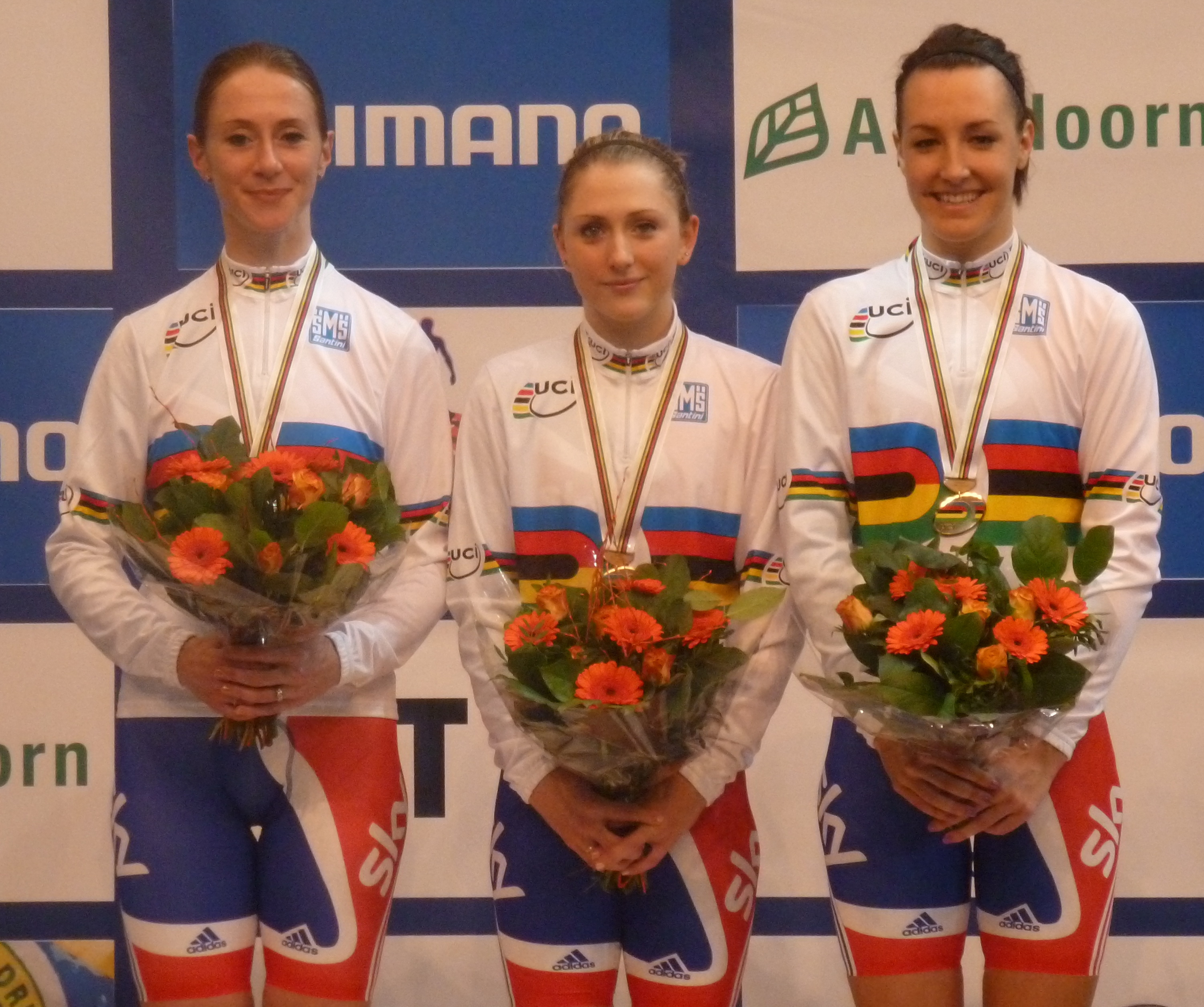
Trott (au centre) avec ses coéquipières Wendy Houvenaghel (à gauche) et Danielle King

En 2008, encore cadettes, elle prend la troisième place du tournoi de vitesse juniors (17/18 ans) lors des championnats de Grande-Bretagne de cyclisme sur piste. L'année suivante, pour sa première année chez les juniors, elle remporte le championnat d'Europe de poursuite par équipes et deux médailles de bronze en poursuite et en course aux points. Elle gagne également ses deux premiers titres nationaux : la course aux points et la poursuite individuelle. Elle récidive en 2010, en s'adjugeant le 500 mètres et la poursuite. Toujours en 2010, Laura Trott devient championne d'Europe de poursuite par équipes (avec Katie Colclough et Wendy Houvenaghel) et championne du monde de l'omnium juniors.
En 2011, elle réalise un triplé lors des championnats d'Europe espoirs où elle remporte la poursuite par équipes  (avec Danielle King et Katie Colclough), la poursuite individuelle et la course scratch. Elle ajoute deux nouveaux titres lors des championnats d'Europe élites en Championne d'Europe de poursuite par équipes (avec Danielle King et Joanna Rowsell) et lors de l'omnium. Elle participe également à ses premiers championnats du monde sur piste élites. Elle remporte le championnat du monde de poursuite par équipes (avec Wendy Houvenaghel et Danielle King) et prend la onzième place de l'omnium.
Elle rejoint l'équipe Ibis Cycles pour la saison sur route 2012. Lors des championnats du monde 2012, qui servent de répétition générale avant les Jeux olympiques de Londres, elle remporte deux autres médailles d'or en poursuite par équipes et en omnium. Elle s'annonce comme la favorite de ces deux épreuves pour les Jeux olympiques organisés à domicile. En août 2012, lors des JO, elle participe à la domination des cyclistes britanniques durant les épreuves sur piste (7 titres sur 10). Elle remporte une médaille d'or lors de la poursuite par équipes (avec Danielle King et Joanna Rowsell). L'équipe avec un temps de 3 min 14 s 051, établit le record du monde de la discipline. Entre les courses pré-olympiques et la finale des Jeux olympiques, les trois coureuses sont alignées six fois ensemble et battent à six reprises ce record du monde. Deux jours plus tard, elle remporte également l'or lors de l'omnium, faisant d'elle une double championne olympique pour ses premiers Jeux olympiques,,. 
En 2013 et 2014, elle ajoute cinq nouveaux titres de championne d'Europe et deux titres de championne du monde de poursuite par équipes. Elle termine également à deux reprises deuxième du championnat du monde de l'omnium, à chaque fois derrière sa grande rivale, l'Américaine Sarah Hammer.
Sur route, elle rejoint l'équipe Wiggle Honda en 2013. Elle devient en 2014 championne de Grande-Bretagne sur route, sa première victoire sur le circuit professionnel. Elle fait ensuite des Jeux du Commonwealth 2014 à Glasgow une priorité. Elle arrive dans ces jeux avec une infection rénale et termine assez loin lors de la course scratch et de la poursuite individuelle. Mais à mesure que les Jeux avancent, elle retrouve la forme et parvient à remporter une médaille d'or pour l'Angleterre, lors de la course aux points.
En février 2015, elle échoue à remporter un titre aux championnats du monde sur piste pour la première fois de sa carrière, terminant deuxième de la poursuite par équipes et de l'omnium. Privée des titres de sa star, la Grande-Bretagne termine ces championnats sans médaille d'or pour la première fois depuis 2001. Trott rejoint la nouvelle équipe Matrix Fitness Vulpine pour 2015 en tant que leader. Après une saison de route dans laquelle son meilleur résultat est une troisième place sur les championnats nationaux, Trott décroche trois nouvelles médailles d'or aux championnats d'Europe 2015, en poursuite par équipes, scratch et omnium. Elle enchaîne avec des médailles d'or lors de la course scratch et l'omnium aux championnats du monde de 2016 à Londres, ainsi qu'une médaille de bronze en poursuite par équipes.
Aux Jeux olympiques de 2016, elle est considérée comme la favorite de l'omnium, tandis que l'équipe de poursuite par équipes vise une médaille. Toutefois, en poursuite de l'équipe, la Grande-Bretagne décroche une nouvelle fois la médaille d'or, en améliorant les records du monde en qualification et en finale du tournoi et en battant les championnes du monde américaines en finale. Ainsi, Laura Trott devient la première femme britannique à remporter trois médailles d'or, record qui sera égalé le lendemain par Charlotte Dujardin. Sur l'omnium, Trott domine la compétition dès le départ et termine dans les deux premières de cinq des six épreuves, ce qui lui assure une médaille d'or avec une avance confortable. Avec cette quatrième d'or en quatre compétitions, elle reste invaincue aux Jeux et devient l'athlète féminine la plus titrée aux Jeux olympiques pour la Grande-Bretagne,. Après la fin de la compétition de cyclisme sur piste aux Jeux, Trott et son fiancé Jason Kenny sont salués par la presse britannique comme un « couple en or », après avoir remporté cinq médailles d'or à eux deux en 2016 pour atteindre un total de dix,,.
Enceinte en 2017, elle interrompt sa carrière. Pour son retour à la compétition en 2018, elle devient championne de Grande-Bretagne d'omnium. Aux mondiaux, elle remporte la médaille d'argent en poursuite par équipes. En août, elle est championne d'Europe de poursuite par équipes et de la course à élimination. Lors de la Coupe du monde 2018-2019, elle remporte six épreuves.
En 2019, elle est vice-championne du monde de poursuite par équipes et remporte trois médailles aux championnats d'Europe, dont le titre en poursuite par équipes. Le 26 janvier 2020, lors de la manche de Coupe du monde à Milton, elle chute lors de la course au tempo de l'omnium et se casse un os de l'épaule. Elle décide de ne pas subir d'opération afin de participer aux championnats du monde un mois plus tard. En novembre 2020, elle devient championne d'Europe de poursuite par équipes (avec Elinor Barker, Katie Archibald, Neah Evans et Josie Knight) en se rapprochant de leur record du monde de 2016 avec 4 minutes et 10,437 secondes,.
Aux Jeux olympiques de Tokyo 2020 retardés à l'été 2021, Kenny et ses coéquipières remportent la médaille d'argent dans la poursuite par équipes. Elles ont brièvement détenu le record du monde après leur passage au premier tour avant que l'Allemagne n'établisse un temps plus rapide dans la manche suivante. En finale, l'Allemagne bat de nouveau le record du monde pour remporter la médaille d'or, terminant six secondes devant l'équipe britannique. Kenny et Katie Archibald sont ensuite devenus les premières championnes olympiques de la course à l'américaine en dominant l'épreuve de bout en bout, remportant 10 des 12 sprints de la course et prenant un tour d'avance sur le peloton pour obtenir un total de 78 points, plus du double du score du deuxième, à savoir l'équipe danoise. Cette victoire a fait de Kenny la première femme britannique à remporter des médailles d'or lors de trois Jeux olympiques consécutifs. Elle est également devenue la cycliste féminine la plus titrée de l'histoire olympique, éclipsant Leontien van Moorsel. Elle a aussi rejoint Charlotte Dujardin pour le plus grand nombre de médailles olympiques remportées par une sportive britannique. Lors de l'omnium, dont elle est double tenant du titre, ses espoirs de médaille ont subi un revers lors de la première course scratch, où elle a été impliquée dans une chute entre plusieurs coureuses dans l'avant-dernier tour. Elle a ensuite remporté la course de tempo, mais n'a pu terminer que 13e de la course à élimination. Après la course aux points finale, elle est passée de la neuvième place à la sixième place du classement général. Elle a été par la suite choisie comme porte-drapeau pour l'équipe britannique lors de la cérémonie de clôture des Jeux. Après les Jeux, elle a regretté le changement d'entraineur effectué à quelques mois de ceux-ci et qui ont selon elle coûté le titre olympique en poursuite par équipes.
Alors qu'elle envisage en 2023 de tenter de se qualifier pour les Jeux olympiques de Paris 2024, elle annonce le 18 mars 2024 arrêter sa carrière.

## Honneurs et distinctions
Laura Trott est nommée Officier de l'Ordre de l'Empire britannique (OBE) en 2013,. Elle est également introduite dans le Temple de la renommée de l'Union européenne de cyclisme. La même année, elle est classée 42e du classement britannique des « 100 femmes les plus sexy du monde » du magazine masculin FHM.
En 2014, le Grundy Park Leisure Centre à Cheshunt est renommé en son honneur en The Laura Trott Leisure Centre, après avoir été rénové pour quatre millions de livres.
En 2016, elle est élue par le Sunday Times « Sportive de l'année » et récompensée par le magazine de mode Harper's Bazaar comme « Femme de l'année ». En janvier 2017, elle est nommée Commandeur de l'Ordre de l'Empire britannique. Quelques semaines plus tard, elle est nommée aux Laureus World Sports Awards comme Sportive mondiale de l'année.

## Vie privée

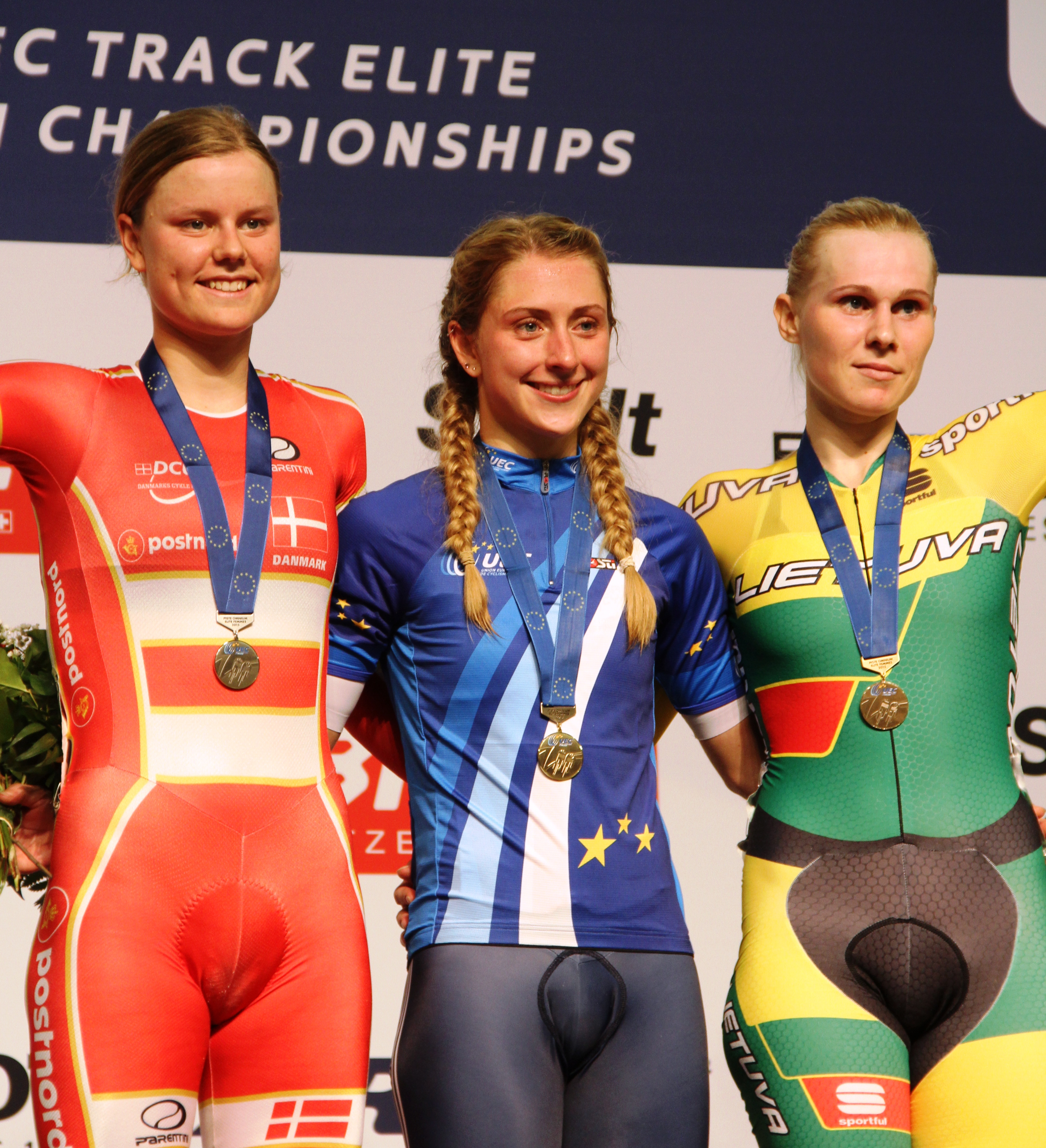
Laura Trott lors de son titre de championne d'Europe de l'omnium en 2015

Lors du Noël 2014, Laura Trott se fiance à son coéquipier Jason Kenny. Ensemble, le couple a remporté douze médailles d'or olympiques. Leur relation est devenue publique en 2012 par hasard. Ils se sont embrassés à Londres dans les gradins lors d'un match de volley-ball des Jeux olympiques, tout en étant assis près de David Beckham qui a été photographié. 
Elle se marie avec son fiancé Jason Kenny lors d'une cérémonie privée le 24 septembre 2016 et a pris le nom de son mari. Depuis 2016, le couple vit près de Knutsford dans le Cheshire. Ils ont un enfant, Albert Louie Kenny, né un août 2017. En novembre 2021, elle révèle avoir fait une fausse couche à neuf semaines, et en janvier 2022, elle subit une intervention chirurgicale en raison d'une grossesse extra-utérine. En janvier 2023, elle annonce attendre un deuxième enfant.
En novembre 2016, le couple publie une autobiographie conjointe « The Inside Track ».

## Palmarès sur piste

### Jeux olympiques
- Londres 2012
  -  Championne olympique de poursuite par équipes (avec Danielle King et Joanna Rowsell)
  -  Championne olympique de l'omnium
- Rio de Janeiro 2016
  -  Championne olympique de poursuite par équipes (avec Katie Archibald, Elinor Barker et Joanna Rowsell)
  -  Championne olympique de l'omnium
- Tokyo 2020
  -  Championne olympique de la course à l'américaine
  -  Médaillée d'argent de la poursuite par équipes
  - 6e de l'omnium

### Championnats du monde
- Montichiari 2010
  -  Championne du monde de l'omnium juniors
  -  Médaillée d'argent de la poursuite juniors
  -  Médaillée d'argent de la course aux points juniors
- Apeldoorn 2011
  -  Championne du monde de poursuite par équipes (avec Wendy Houvenaghel et Danielle King)
  - 11e de l'omnium
- Melbourne 2012
  -  Championne du monde de poursuite par équipes (avec Joanna Rowsell et Danielle King)
  -  Championne du monde d'omnium
- Minsk 2013
  -  Championne du monde de poursuite par équipes (avec Elinor Barker et Danielle King)
  -  Médaillée d'argent de l'omnium
- Cali 2014
  -  Championne du monde de poursuite par équipes (avec Katie Archibald, Elinor Barker et Joanna Rowsell)
  -  Médaillée d'argent de l'omnium
- Saint-Quentin-en-Yvelines 2015
  -  Médaillée d'argent de la poursuite par équipes
  -  Médaillée d'argent de l'omnium
- Londres 2016
  -  Championne du monde d'omnium
  -  Championne du monde du scratch
  -  Médaillée de bronze de la poursuite par équipes
- Apeldoorn 2018
  -  Médaillée d'argent de la poursuite par équipes
- Pruszków 2019
  -  Médaillée d'argent de la poursuite par équipes
- Berlin 2020
  -  Médaillée d'argent de la poursuite par équipes

### Coupe du monde
- 2010-2011
  - 3e de la poursuite par équipes à Cali
- 2011-2012
  - 1re de la poursuite par équipes à Cali (avec Sarah Storey et Wendy Houvenaghel)
  - 1re de la poursuite par équipes à Londres (avec Danielle King et Joanna King)
  - 3e de l'omnium à Cali
  - 3e de l'omnium à Londres
- 2012-2013
  - 1re de la poursuite par équipes à Glasgow (avec Elinor Barker et Danielle King)
  - 1re de l'omnium à Glasgow
- 2013-2014
  - 1re de la poursuite par équipes à Manchester (avec Joanna Rowsell, Elinor Barker et Danielle King)
  - 1re de l'omnium à Manchester
  - 2e de l'omnium à Aguascalientes
- 2014-2015
  - 1re de la poursuite par équipes à Guadalajara (avec Ciara Horne, Elinor Barker et Amy Roberts)
  - 1re de la poursuite par équipes à Londres (avec Katie Archibald, Elinor Barker et Ciara Horne)
  - 1re de l'omnium à Londres
- 2015-2016
  - 1re de l'omnium à Cali
  - 1re de l'omnium à Hong Kong
- 2018-2019
  - 1re de la poursuite par équipes à Milton (avec Katie Archibald, Elinor Barker et Eleanor Dickinson)
  - 1re de la poursuite par équipes à Berlin (avec Katie Archibald, Emily Kay, Emily Nelson et Jessica Roberts)
  - 1re de la poursuite par équipes à Londres (avec Katie Archibald, Eleanor Dickinson, Neah Evans et Elinor Barker)
  - 1re de l'américaine à Berlin (avec Emily Nelson)
  - 1re de l'américaine à Londres (avec Katie Archibald)
  - 1re de l'omnium à Milton
- 2019-2020
  - 1re de l'américaine à Milton (avec Emily Nelson)
  - 2e de l'américaine à Minsk
  - 3e de l'omnium à Minsk

### Coupe des nations
- 2022
  - 2e de la poursuite par équipes à Glasgow

### Jeux du Commonwealth
| Édition / Épreuve | Poursuite par équipes | Course aux points | Scratch |
| New Delhi 2014    |                       | Or                |         |
| Birmingham 2022   | Bronze                |                   | Or      |

### Championnats d'Europe
| Édition / Épreuve     | Poursuite individuelle | Poursuite par équipes                           | Course aux points | Scratch | Américaine              | Omnium | Élimination |
| Minsk 2009 (juniors)  | Bronze                 | Or (avec Ella Andrews et Jessica Booth)         | Bronze            |         |                         |        |             |
| Pruszkow 2010         |                        | Or (avec Colclough et Houvenaghel)              |                   |         |                         |        |             |
| Anadia 2011 (espoirs) | Or                     | Or (avec King et Colclough)                     |                   | Or      |                         |        |             |
| Apeldoorn 2011        |                        | Or (avec King et Rowsell)                       |                   |         |                         | Or     |             |
| Anadia 2013 (espoirs) | Or                     |                                                 | Or                |         |                         | Or     |             |
| Apeldoorn 2013        |                        | Or (avec Barker, Rowsell, King et Archibald)    |                   |         |                         | Or     |             |
| Baie-Mahault 2014     |                        | Or (avec Archibald, Barker et Horne)            |                   |         |                         | Or     |             |
| Granges 2015          |                        | Or (avec Archibald, Rowsell, Barker et Horne)   |                   | Or      |                         | Or     |             |
| Glasgow 2018          |                        | Or (avec Archibald, Barker, Evans et Dickinson) |                   |         |                         |        | Or          |
| Apeldoorn 2019        |                        | Or (avec Archibald, Barker, Evans et Dickinson) |                   |         | Argent (avec Archibald) | Argent |             |
| Plovdiv 2020          |                        | Or (avec Barker, Archibald, Evans et Knight)    |                   |         | Bronze (avec Barker)    | Argent |             |

### Championnats de Grande-Bretagne
- Championne de Grande-Bretagne de course aux points juniors : 2009
- Championne de Grande-Bretagne de poursuite juniors : 2009 et 2010
- Championne de Grande-Bretagne du 500 mètres juniors : 2010

- Championne de Grande-Bretagne de course à l'américaine : 2013 (avec Danielle King), 2016 (avec Elinor Barker) et 2022 (Neah Evans)
- Championne de Grande-Bretagne de course aux points : 2013
- Championne de Grande-Bretagne de poursuite : 2013
- Championne de Grande-Bretagne de poursuite par équipes : 2013 et 2014
- Championne de Grande-Bretagne de scratch : 2014 et 2019
- Championne de Grande-Bretagne de l'omnium : 2018 (février et octobre)

## Palmarès sur route

### Par années
- 2013
  -  Championne de Grande-Bretagne sur route espoirs
  - 2e du championnat de Grande-Bretagne sur route
- 2014
  -  Championne de Grande-Bretagne sur route
  -  Championne de Grande-Bretagne sur route espoirs
- 2015
  - 3e du championnat de Grande-Bretagne sur route

### Classements mondiaux
| Année                                 | 2011 | 2012 | 2013 | 2014 | 2015 |
| ------------------------------------- | ---- | ---- | ---- | ---- | ---- |
| Classement UCI                        | 212e | nc   | 95e  | 268e | 408e |
|                                       |      |      |      |      |      |
| Légende : nc = non classéSource : UCI |      |      |      |      |      |